# Divadlo v 7 a půl
Divadlo v 7 a půl bylo profesionální brněnské divadlo, aktivně fungovalo mezi lety 1995 až 2010 a postupně působilo na několika místech v Brně. V poslední fázi svého fungování nesl soubor název Zbrojovkapůl.
Zakladateli a hlavními osobnostmi divadla byli režiséři Matěj T. Růžička a Petr Štindl, intendant Ivory Rodrigues a absolventi herectví Divadelní fakulty Janáčkovy akademie múzických umění v Brně. Prvotní motivací pro založení nového divadla repertoárového typu bylo především vymezit se proti dobovému směřování českého divadla jako takového.

## Historie

### Založení divadla
Nápad založit v Brně nové divadlo dostali Matěj T. Růžička s Petrem Štindlem ještě během studií DiFa JAMU. Hlavním záměrem bylo navázat na dvě legendární brněnská studiová divadla – Divadlo Husa na provázku a HaDivadlo. Konkrétně pak šlo o to, překlenout mezeru dvou poetik. Vzniklo divadlo s důrazem na literaturu a především na nedramatické texty. S touto myšlenkou pak zakladatelé divadla vydali 17. srpna 1995 Programové prohlášení, ve kterém manifestovali své postoje, zároveň s ním vzniklo stejnojmenné občanské sdružení.
| „                       | Vytváříme divadelní organismus, který chce být živý a pružný a při tom se pokusí být schopen umělecké a organizační konkurence vůči jiným stálým souborům. Nejde nám vůbec o odmítání toho, co je kolem nás, o pohrdání prací druhých, chceme jen zkusit věci jinak. Jednodušeji, levněji, účinněji, rychleji. | “ |
| — Programové prohlášení | |   |

Zakladatelé Matěj T. Růžička a Petr Štindl se spolu znali už z dob před studiem na Divadelní fakultě. Společně byli členy Dětského studia Divadla Husa na provázku. Během společného studia na Gymnáziu Matyáše Lercha v letech 1986–1989 pak společně pracovali v amatérském souboru Elipsa. Divadelní skupinu vedl jejich tehdejší spolužák Jakub Špalek, pozdější zakladatel Divadelního spolku Kašpar. Záměr vytvořit nové divadlo vznikl během studií na DiFa JAMU, kde Růžička studoval herectví a později režii a Štindl obory dramaturgie a režie. Po ukončení studia se oba znovu setkali v Moravském divadle Olomouc během sezóny 1994/95. Růžička zde získal angažmá a Štindl zde zkoušel jako hostující režisér inscenaci Zajíc Zajíc (1995) dramatičky Coline Serreau. V následující sezóně už pak začali oba působit v nově založeném Divadle v 7 a půl.
Tvůrčí tým a širší okruh zakládajících osobností se dále skládal z herců Natálie Drabiščákové, Moniky Dudkové, Kláry Sochorové, Jana Bidlase a Patrika Bořeckého, čerstvých absolventů DiFa JAMU a také intendanta Ivory Rodriguese, který měl na starosti management divadla. Ansámbl v tomto složení začal fungovat v prostoru Divadla Barka v městské části Brno-Královo Pole.

### Působení v Divadle Barka (1995–2001)
Divadlo Barka jako stagionová scéna poskytovala prostor i dalším divadelním souborům bez stálé scény. Kromě Divadla v 7 a půl zde hrála ještě například Komorní opera Hudební fakulty Janáčkovy akademie v Brně.
Divadlo Barka provozuje Liga za práva vozíčkářů, která si prostor pronajímá od Církve československé husitské, bylo tedy logické, že určitá linie dramaturgie se věnovala divadlu handicapovaných tvůrců. Součástí činnosti souboru Divadla v 7 a půl tak byla také divadelní odnož věnující se práci s neslyšícími. Později v roce 2000 fungovala tato část souboru pod názvem Vlastní Divadlo Neslyšících. V roce 2002 se osamostatnila a začala působit pod názvem Divadlo Neslyším. Hlavní podíl na vzniku specifických inscenací, v nichž účinkovali výhradně neslyšící herci, měla režisérka a choreografka Zoja Mikotová, vedoucí ateliéru Výchovné dramatiky neslyšících na DiFa JAMU. Pro Divadlo v 7 a půl nazkoušela několik inscenací zaměřených především na dětského diváka. Jako první vznikla v roce 1995 inscenace Povídám, znakuji pohádku na motivy tří pohádek ze sbírek Boženy Němcové a Františka Bartoše. V další letech pak následovali inscenace O malém tygrovi (1999), Okna (1999) nebo O ztracených barvičkách (2000). Neslyšící nevytvářeli pouze své vlastní inscenace, ale spolupracovali také se zbytkem ansámblu na celosouborových inscenacích.
V počátcích divadlo hrálo pouze v pondělí, v úterý, v pátek a v sobotu, postupně ale jeho aktivity směřovaly k téměř každodennímu provozu. První inscenací sezóny a divadla vůbec byla 7. října 1995 premiéra inscenace hry Arnošta Goldflama Oči bludných hvězd v režii Matěje T. Růžičky. Velkou část repertoáru pak tvořili absolventské inscenace přenesené ze Studia Marta DiFa JAMU – Alice v Lucemburských zahradách (obnovená premiéra 1995), Na Větrné hůrce (obnovená premiéra 1995), Čtyři sestry (obnovená premiéra 1995) a následovaly pak čtyři další premiéry. Inscenace Tančírna 96 (1996) však dostala divadlo pro svoji nákladnost poprvé do finanční krize.
Druhá sezóna začala 8. listopadu 1996 premiérou dramatizace knihy britského autora D. H. Lawrence Milenec lady Chatterleyové v režii Matěje T. Růžičky. Zásadní událostí sezóny a historie divadla vůbec bylo uvedení dramatizace Broučků. V souvislosti s tímto titulem přistoupila k souboru herečka Kamila Kalousová.
Sezóna 1997/98 byla zlomová, protože z divadla odešel Petr Štindl a vůdčí osobností se stal Matěj T. Růžička. Odešla také Kamila Polívková, která byla pravidelnou kostýmní výtvarnicí a scénografkou. Polívková zastávala také funkci produkční a krátce i ředitelky divadla (únor–listopad 1997). V tomto roce se z důvodu velmi špatných finančních okolností divadlo rozhodlo upustit od udržování stálého hereckého souboru. Mezi výrazné inscenace této sezóny patří Schwabovy Prezidentky (r. J. A. Pitínský, 1997) nebo Dykova Smuteční hostina (r. Matěj T. Růžička, 1997) a k ní připojená dramatizace povídky německého spisovatele Johannese Urzidila Repetent Baumel v hlavní roli s Tomášem Matonohou.
Od sezóny 1998/99 začali s divadlem ve větším rozsahu spolupracovat hostující režiséři. Vznikla tak mimo jiné spolupráce s Lubošem Balákem nebo Martinem Františákem (a dramaturgem Pavlem Jurdou).
Divadlo začalo postupně hledat nové prostory s menším nájmem a blíže centru města. Vhodnou alternativu pro své další plány objevilo divadlo v klubu Edison Garden na ulici Koliště.

### Éra v Edison Garden (2001–2003)
Po přestěhování do industriálního prostoru, jež dřív sloužil jako elektrárna, která přiváděla proud například do Mahenova divadla, rozšířilo divadlo svou činnost o další dvě linie. Edison Garden byla kavárna s jazzovým programem „Jazz Karel Kafé“ a „Kino Koliště,“ které začalo promítat 3. prosince 2001. Naplnila se tak vize učinit divadlo místem k setkávání. Začal také vycházet čtrnáctideník Novinky 7 a ½. Obě tyto aktivity byly nedílnou součástí značky až do jejího definitivního konce.
V sezóně 2001/02 vznikly pouze tři nové inscenace, které všechny výrazně zapojovaly neslyšící herce. Na motivy Shakespearova Othella byla uvedena premiéra pod názvem Othello ... ten Maur je přímý a důvěřivý chlap (2002), v níž dokonce neslyšící herci převažovali. Režíroval ji zakladatel Divadla Facka, český herec mongolsko-ukrajinského původu Sergej Sanža.
Následující sezóna (2002/03) ukončilo nucené vystěhování v polovině ledna 2003. Vystěhování bylo zapříčiněno ukončením smlouvy pronajímatelem, který divadlu prostor od města zprostředkovaně pronajímal. Posléze se divadlo přestěhovalo na Koliště 49a, do budovy bývalé kartáčovny, kterou si pronajalo jako zázemí a sklad pro své věci. Záhy se ovšem ukázalo, že město plánuje pro nemovitost jiné využití a divadlo se muselo opět stěhovat.

### Období v Kabinetu múz (2003–2007)
Divadlo v 7 a půl se do svého nového působiště dostalo díky úspěchu ve výběrovém řízení. Které vypsalo město poté, co se HaDivadlo, které v Kabinetu múz od roku 1991 působilo, přesunulo do nově zrekonstruovaného a upraveného kina v suterénu pasáže Alfa, kde působí dodnes. Divadlo v 7 a půl tak po době, kdy hostovalo na různých místech republiky, získalo opět stálý prostor.
Do nového prostoru byla přesunuta většina dříve nazkoušených inscenací. 21. listopadu 2003 uvedlo divadlo premiéru sezóny v režii Matěje T. Růžičky Jeden den Ivana Děnisoviče. Další premiéra a podle kritiky nejvýznamnější inscenace Divadla v 7 a půl vůbec byla Ibsenova Nora (premiéra 14. února 2004) v režii Jana Antonína Pitínského.
V této době do divadla přešly tři dramaturgyně: Vendula Borůvková, Katarína Koišová a Simona Polanská. Každá nová inscenace tak měla poprvé svého dramaturga. V sezóně 2004/05 se do divadla po sedmi letech vrátil Petr Štindl a nazkoušel zde inscenaci Stalker Walker (2004) inspirovanou filmem Andreje Tarkovského Stalker. Z dalších inscenací sezóny sklidila velký ohlas například dramatizace Rushdieho Satanských veršů (2005) v režii Matěje T. Růžičky, který byl také autorem dramatizace.
Divadlo muselo v prostoru Kabinetu Múz skončit kvůli dlouhodobému neplacení nájmu a s tím spojeným narůstáním dluhů. Kabinet múz byl posledním stálým místem působení Divadla v 7 a půl. Od 1. ledna 2007 nemělo divadlo stálé působiště.

### Konec existence (2007–2010)
V následujících třech letech hledalo Divadlo v 7 a půl prostory na různých místech, a to nejen v Brně. V přechodném období let 2007 a 2008 premiérovalo divadlo svou inscenaci Carla del Ponte od dramatičky Simony Polanské v Divadle v Celetné a v létě 2007 hrálo také na Baťově kanále inscenaci Matěje T. Růžičky Vyšší princip. Dalším z působišť divadla se stala jedna z hal bývalé Zbrojovky. Zde proběhla 8. 11. 2008 premiéra dramatizace Márai Sándora Svícny dohořívají v režii Anny Petrželkové (provdaná Anna Davidová). Poslední premiérou v tomto prostoru byla inscenace Muž a žena (r. M. T. Růžička, 2009). Závěrečným představením divadla byl site-specific projekt Mašíni cestou samurajů (2010) na Baťově kanále, kde se Růžička mimo jiné věnoval kontroverznímu tématu bratří Mašínů.

## Zásadní inscenace

### Oči bludných hvězd (premiéra 7. října 1995)
Hru na motivy povídky Ivana Olbrachta O smutných očích Hany Karadžičové napsal pro Divadlo v 7 a půl Arnošt Goldflam. Jde o inscenaci, která nové divadlo otevírala a ustanovila směr, kterým se divadlo po celou dobu své existence ubíralo. Tedy především zájem o literaturu a nedramatické texty.

### Nora (premiéra 14. února  2004)
Ibsenova Nora v režii Jana Antonína Pitínského byla razantní úpravou klasického realistického dramatu. Inscenátoři se rozhodli aktualizovat závěrečné vyznění hry. Nora nestihne odejít z domu a manžel ji po jejím doznání vlastníma rukama zabije. Místo tématu emancipace žen se tak do popředí dostalo téma domácího násilí. Provokativní interpretace sklidila velký ohlas a inscenace byla nominována na Cenu Alfréda Radoka hned ve dvou kategoriích – „Inscenace roku“ a „Nejlepší ženský herecký výkon.“ Zvítězila také v Cenách Divadelních novin v kategorii „Událost sezóny 2003/2004.“

### Palach 69-06 (premiéra 28. února  2006)
Autorská tragédie režiséra Martina Františáka a dramaturgyně Venduly Borůvkové s podtitulem „Pochodeň. Příběh bratra a syna“ mapuje krátký život Jana Palacha od dětství až po jeho sebevražednou oběť. Autorům šlo o to ukázat kontext, ze kterého Jan Palach pocházel.